# Gobius roulei
Gobius roulei är en fiskart som beskrevs av De Buen 1928. Gobius roulei ingår i släktet Gobius och familjen smörbultsfiskar. Inga underarter finns listade i Catalogue of Life.